# Quantic Potential Measurement
 (novembre 2015).
Le Quantic potential measurement (QPM) est un test fait à partir d'une machine produite par la société QPM et supposé déterminer la personnalité d'un sujet en trente secondes grâce à la « mesure de l'activité bioélectronique de l'organisme ». 

## Critiques
Un article du quotidien Le Monde le compare à un « Madame Soleil version informatique », soulignant qu'aucune validation scientifique n'a pour l'instant été faite et redoutant qu'il soit utilisé dans les services de recrutement et de DRH.
Une analyse critique a été produite par l'association française pour l'information scientifique montrant le côté pseudo-scientifique de cette « machine miracle » et le manque de rigueur de la journaliste du Monde qui lui a fait une bonne publicité.
La société qui fait la promotion de la machine a éliminé de son site une partie du charabia pseudo-scientifique le plus évident à la suite des critiques publiées dans la presse.
Le même article de l'AFIS, ainsi qu'un autre de Rue89 évoquent comme explication l'effet Barnum.